# Jesús Hita
Jesús Hita Miranda, né le 17 avril 1900 à Calahorra, dans la province de Logroño, et mort le 25 septembre 1936 à Carrión de Calatrava, province de Ciudad Real, est un religieux marianiste. Tué en haine de la foi durant la guerre civile espagnole, il a été déclaré martyr et béatifié en 1995. L’Eglise catholique le célèbre le 18 septembre.

## Biographie
Jesús Hita Miranda naît le 17 avril 1900. Il est le plus jeune de trois frères. Très pieux, il entre d’abord au petit séminaire du diocèse mais décide finalement d’entrer chez les religieux marianistes. Le 14 octobre 1913, il commence son postulat à Escoriaza tout en poursuivant ses études. Il fait ensuite un an de noviciat à Vitoria où il prononce ses premiers vœux le 14 août 1918. Il achève alors ses études à Escoriaza, obtenant le titre de bachelier en septembre 1921. Il commence à enseigner à Suances (province de Santander) puis à Escoriaza puis, pendant sept ans à Vitoria. C’est durant cette période qu’il prononce ses vœux définitifs, le 26 août 1928, dans la chapelle de la communauté marianiste d’Antony, en France. 
En septembre 1930, il obtient une licence en histoire à l’université de Saragosse. L’enseignement le passionne. Il affirme : « L’éducation et l’instruction de la jeunesse m’attirent par tempérament et par conviction. … Je demande quotidiennement à la Très Sainte Vierge (d’être) un saint religieux et un pédagogue habile. » Ce qu’il désire, c’est transmettre aux jeunes un idéal de vie inspiré par la foi chrétienne. Il enseigne alors un an à Ciudad Real puis les trois dernières années, de 1933 à 1936, au Colegio del Pilar à Madrid. Il écrit le 6 mai 1930 : « tout mon désir consiste à être utile. Etre saint + être utile + me donner, ce sont trois phrases qui sont au plus profond de moi-même et qui reviennent à mon esprit et sur mes lèvres avec la plus grande facilité ».
Le 14 avril 1931 est proclamée la République en Espagne et une nouvelle constitution est adoptée. C’est le début d’une période de tensions croissantes dans le pays. Une division croissante se fait jour, sur les questions politiques, sociales et religieuses. Sur une partie du territoire les persécutions contre les représentants de l’Eglise augmentent progressivement. Comme un bon nombre de ses confrères, le frère Jesús doit se faire de plus en plus discret. 
Quand se produit le soulèvement nationaliste des 17 et 18 juillet 1936 et que commence la guerre civile, il est à Ciudad Real pour assurer des cours d’été. Face aux menaces, il se réfugie pendant deux mois dans une famille amie en compagnie de religieux passionistes. Il ne sort plus, se consacrant à la prière et à la pénitence, conscient qu’il se trouve en danger de mort. 
Un groupe de miliciens fait irruption dans la maison le 25 septembre 1936. Ils emmènent le frère Jesús et quatre autres religieux présents dans la même maison. Ils sont fusillés tous les cinq à Carrión de Calatrava à onze heures du soir.

## Béatification
Le Pape Jean-Paul II béatifie 45 martyrs d’Espagne le 1er octobre 1995 à Rome. Avec le frère Jesús ont également été béatifiés deux autres religieux marianistes martyrs durant la guerre civile : Fidel Fuidio Rodríguez (1880-1936) et Carlos Eraña Guruceta (1884-1936). Leur mémoire est célébrée le 18 septembre, date de la mort du frère Carlos.